# Scottish League Cup
Scottish League Cup, Skotska ligacupen, är öppen för klubbar i de två högsta divisionerna i Skottland. Cupen började spelas säsongen 1946/1947. Rangers FC har 27 titlar från cupen.

## Resultat
| Lag                          | Vinnare | Finalist | Vinnande år | Finalist år |
| ---------------------------- | ------- | -------- | --- | --- |
| Rangers                      | 27      | 8        | 1946/1947, 1948/1949, 1960/1961, 1961/1962, 1963/1964, 1964/1965, 1970/1971, 1975/1976, 1977/1978, 1978/1979, 1981/1982, 1983/1984, 1984/1985, 1986/1987, 1987/1988, 1988/1989, 1990/1991, 1992/1993, 1993/1994, 1996/1997, 1998/1999, 2001/2002, 2002/2003, 2004/2005, 2007/2008, 2009/2010, 2010/2011 | 1951/1952, 1957/1958, 1965/1966, 1966/1967, 1982/1983, 1989/1990, 2008/2009, 2019/2020                                                                              |
| Celtic                       | 20      | 15       | 1956/1957, 1957/1958, 1965/1966, 1966/1967, 1967/1968, 1968/1969, 1969/1970, 1974/1975, 1982/1983, 1997/1998, 1999/2000, 2000/2001, 2005/2006, 2008/2009, 2014/2015, 2016/2017, 2017/2018, 2018/2019, 2019/2020, 2021/2022                                                                              | 1964/1965, 1970/1971, 1971/1972, 1972/1973, 1973/1974, 1975/1976, 1976/1977, 1977/1978, 1983/1984, 1986/1987, 1990/1991, 1994/1995, 2002/2003, 2010/2011, 2011/2012 |
| Aberdeen                     | 6       | 9        | 1955/1956, 1976/1977, 1985/1986, 1989/1990, 1995/1996, 2013/2014 | 1946/1947, 1978/1979, 1979/1980, 1987/1988, 1988/1989, 1992/1993, 1999/2000, 2016/2017, 2018/2019                                                                   |
| Hearts                       | 4       | 3        | 1954/1955, 1958/1959, 1959/1960, 1962/1963 | 1961/1962, 1996/1997, 2012/2013 |
| Hibernian                    | 3       | 8        | 1972/1973, 1991/1992, 2006/2007 | 1950/1951, 1968/1969, 1974/1975, 1985/1986, 1993/1994, 2003/2004, 2015/2016, 2021/2022                                                                              |
| Dundee                       | 3       | 3        | 1951/1952, 1952/1953, 1973/1974 | 1967/1968, 1980/1981, 1995/1996 |
| East Fife                    | 3       | 0        | 1947/1948, 1949/1950, 1953/1954 | – |
| Dundee United                | 2       | 5        | 1979/1980, 1980/1981 | 1981/1982, 1984/1985, 1997/1998, 2007/2008, 2014/2015 |
| Kilmarnock                   | 1       | 5        | 2011/2012 | 1952/1953, 1960/1961, 1962/1963, 2000/2001, 2006/2007 |
| Motherwell                   | 1       | 3        | 1950/1951 | 1954/1955, 2004/2005, 2017/2018 |
| Partick Thistle              | 1       | 3        | 1971/1972 | 1953/1954, 1956/1957, 1958/1959 |
| St Johnstone                 | 1       | 2        | 2020/2021 | 1969/1970, 1998/1999 |
| St Mirren                    | 1       | 2        | 2012/2013 | 1955/1956, 2009/2010 |
| Livingston                   | 1       | 1        | 2003/2004 | 2020/2021 |
| Raith Rovers                 | 1       | 1        | 1994/1995 | 1948/1949 |
| Ross County                  | 1       | 0        | 2015/2016 | – |
| Dunfermline Athletic         | 0       | 3        | – | 1949/1950, 1991/1992, 2005/2006 |
| Falkirk                      | 0       | 1        | – | 1947/1948 |
| Third Lanark                 | 0       | 1        | – | 1959/1960 |
| Greenock Morton              | 0       | 1        | – | 1963/1964 |
| Ayr United                   | 0       | 1        | – | 2001/2002 |
| Inverness Caledonian Thistle | 0       | 1        | – | 2013/2014 |